# Hoysinghausen
Hoysinghausen ist ein Ortsteil des Fleckens Uchte in der Samtgemeinde Uchte (Landkreis Nienburg/Weser, Niedersachsen).

## Geografie
Hoysinghausen liegt zwischen dem Naturpark Dümmer und dem Naturpark Steinhuder Meer am Großen Moor ungefähr in der Mitte zwischen Sulingen und Minden an der Landesgrenze zu Nordrhein-Westfalen.
Durch Hoysinghausen verläuft die Kreisstraße K 25, welche an der B 441 in Uchte beginnt und über Woltringhausen, Ohlenselen und über die Kreisgrenze NI/DH hinaus verläuft, bis sie schließlich an der K 36 endet. Zudem liegt Hoysinghausen an der Bahnstrecke Nienburg–Rahden, die in diesem Bereich stillgelegt ist.
Hoysinghausen ist eine Streusiedlung. Sie setzt sich aus folgenden zwölf Ortsteilen zusammen: Riede, Bröker, Heidhorst, Mensinghausen, Mörsen, Seekämpe, Krickemann, Kropp, Lichtenberg, Böhrde und Ziegelei, später kam noch der Rauhe Busch dazu.

## Geschichte

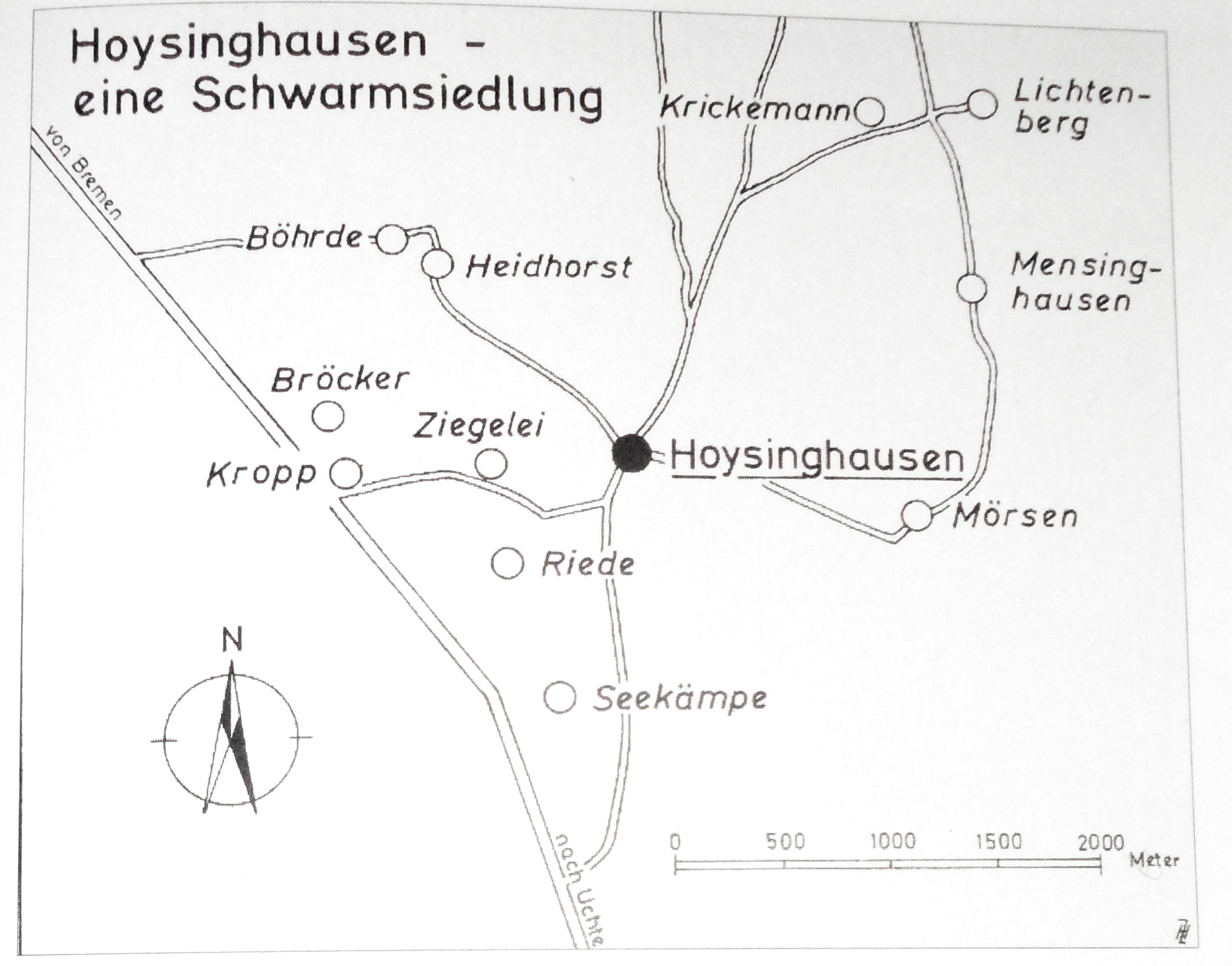
Die zwölf Ortsteile

Erstmals erwähnt wird Hoysinghausen in einer Urkunde vom 9. Februar 1096. Wilhelm von Hodenberg schreibt über den Inhalt dieser Urkunde im Hoyaer Urkundenbuch (Achte Abteilung, Urkunde 16)

„Bischof Ulrich zu Minden thut kund, daß die Matrone Meresvid ihre Landgüter, nämlich eilf Vorwerke, unter Zustimmung ihres Sohnes Gerhard als ihres Vormundes und Erben, an die Mindener Kirche vermacht hat; als ein Vorwerk in Wegerden (bei Warmsen), ein Vorwerk in Wermerinchuson (Warmsen), ein Vorwerk in Hohinchuson (Hoysinghausen)...“

### Der Name Hoysinghausen
Noch bis heute ist unklar, wie es zu dem Namen „Hoysinghausen“ kam. Was man allerdings mit Hilfe von Urkunden aus verschiedenen Jahrhunderten nachweisen kann, ist die Entwicklung des Namens bis heute.
- 1096 → Hohinchuson
- 1243 → Hotsighusen
- um 1380 → Hoyssinghusen / Hoyssinckhusen in der Borden / Hoyringhuszen up dem Borne
- um 1400 → Hoesinghusen
- 1520 → Hoyssinghusen
- 1530 → Hoysinghusen
- 1537 → Hoyssinckhusen in der Borden
- 1576 → Hoyhinghaußen
- aktuell → Hoysinghausen

### Territorialer Besitzwechsel
Nachdem Karl der Große im Jahre 804 n. Chr. die Sachsen besiegte, begann er mit der sogenannten Gaueinteilung; diese hielten lange an. Hoysinghausen lag im Grenzgebiet vom Lidbeki-Gau und Derve-Gau, beamtete Grafen übernahmen damals die Verwaltung dieser einzelnen Gaue.
Die Gaue, die Hoysinghausen betrafen, bekamen die Stumpenhusen zugesprochen. Dies geschah im Jahre 1096.
188 Jahre später entstand die Grafschaft Hoya um den Grafen von Hoya, dessen Gebiet auch das Dorf umfasste.
1380 gab es sämtliche Gutshöfe Hoysinghausen.
Es steht also fest, dass es um 1400 herum viele Höfe, trotz dürftigen Bodens, gegeben haben muss.
Am 20. Mai 1582 nahmen die Grafen von Tecklenburg-Bentheim das Amt Uchte in Besitz. Hoysinghausen gehörte also nun zu Hessen. An der rechtlichen Lage der Bürger änderte sich trotz des Besitzerwechsels jedoch nichts.
Von den napoleonischen Koalitionskriegen war auch Hoysinghausen betroffen. Es gehörte nach Napoleons Siegen zum Kaiserreich Frankreich. Wehrpflichtige Männer wurden nun zum Kriegsdienst in die französische Armee eingezogen. Dies hatte zur Folge, dass viele Menschen flüchteten, um dem Dienst zu entkommen.
Nachdem die Franzosen am 15. November 1813 abzogen waren, wurden die Gebietseinteilungen aufgehoben. Hoysinghausen war zu dem Zeitpunkt noch hessisch, allerdings stand eine Eingliederung in das Hannoverland kurz bevor. Die Zugehörigkeit Hoysinghausens zum Amt Uchte blieb bestehen. 1816 änderte sich also nichts, bis auf die Tatsache, dass Hoysinghausen jetzt wieder zum Hannoverland gehörte.
Es folgten 1852 und 1859 kommunale Gebietsänderungen, welche Hoysinghausen freieres Handeln, sowohl politisch als auch wirtschaftlich, ermöglichten. 1866 wurde das hannoversche Königshaus von den Preußen übernommen und es folgten erneut Umgestaltungen. Nördliche Nachbarorte wie Kirchdorf, Bahrenborstel und Kuppendorf gehörten nun zum Kreis Sulingen, Hoysinghausen wurde Mitglied im neuen Kreis Stolzenau.
Am 1. Oktober 1932 vereinigten sich die Kreise Nienburg und Stolzenau zum Landkreis Nienburg/Weser, in welchem sich Hoysinghausen heute noch immer befindet.
Am 1. März 1974 wurde Hoysinghausen in den Flecken Uchte eingegliedert.